# Szwajcaria
Szwajcaria, Konfederacja Szwajcarska (niem. Schweiz, Schweizerische Eidgenossenschaft, fr. Suisse, Confédération suisse, wł. Svizzera, Confederazione Svizzera, romansz Svizra, Confederaziun Svizra) – państwo federacyjne w Europie Zachodniej. Jest jednym z niewielu państw, w których obowiązują szeroko stosowane formy demokracji bezpośredniej. Szwajcaria od kongresu wiedeńskiego w 1815 roku jest państwem neutralnym. Do Organizacji Narodów Zjednoczonych przystąpiła dopiero 10 września 2002 po przegłosowaniu tej decyzji w referendum minimalną większością 52% głosów.
Nie jest częścią Unii Europejskiej ani Europejskiego Obszaru Gospodarczego – w 2001 roku Szwajcarzy w referendum zdecydowanie (77% głosów przeciw) odrzucili nawet samą koncepcję rozpoczęcia rozmów o akcesji. Posiada jednak specjalne dwustronne stosunki z UE, dzięki czemu uczestniczy w wybranych inicjatywach (np. układ z Schengen) oraz dopłaca do budżetu unijnego. Szwajcaria ma tylko stolicę funkcjonalną de facto – gdzie jest siedziba rządu – czyli Berno, nie ma jednak stolicy formalnej.
Szwajcaria jest jednym z krajów alpejskich. Graniczy z Niemcami, Austrią, Liechtensteinem, Włochami i Francją. Dominującymi religiami w Szwajcarii są katolicyzm (41,8% ludności) i protestantyzm (35,3%).

## Geografia

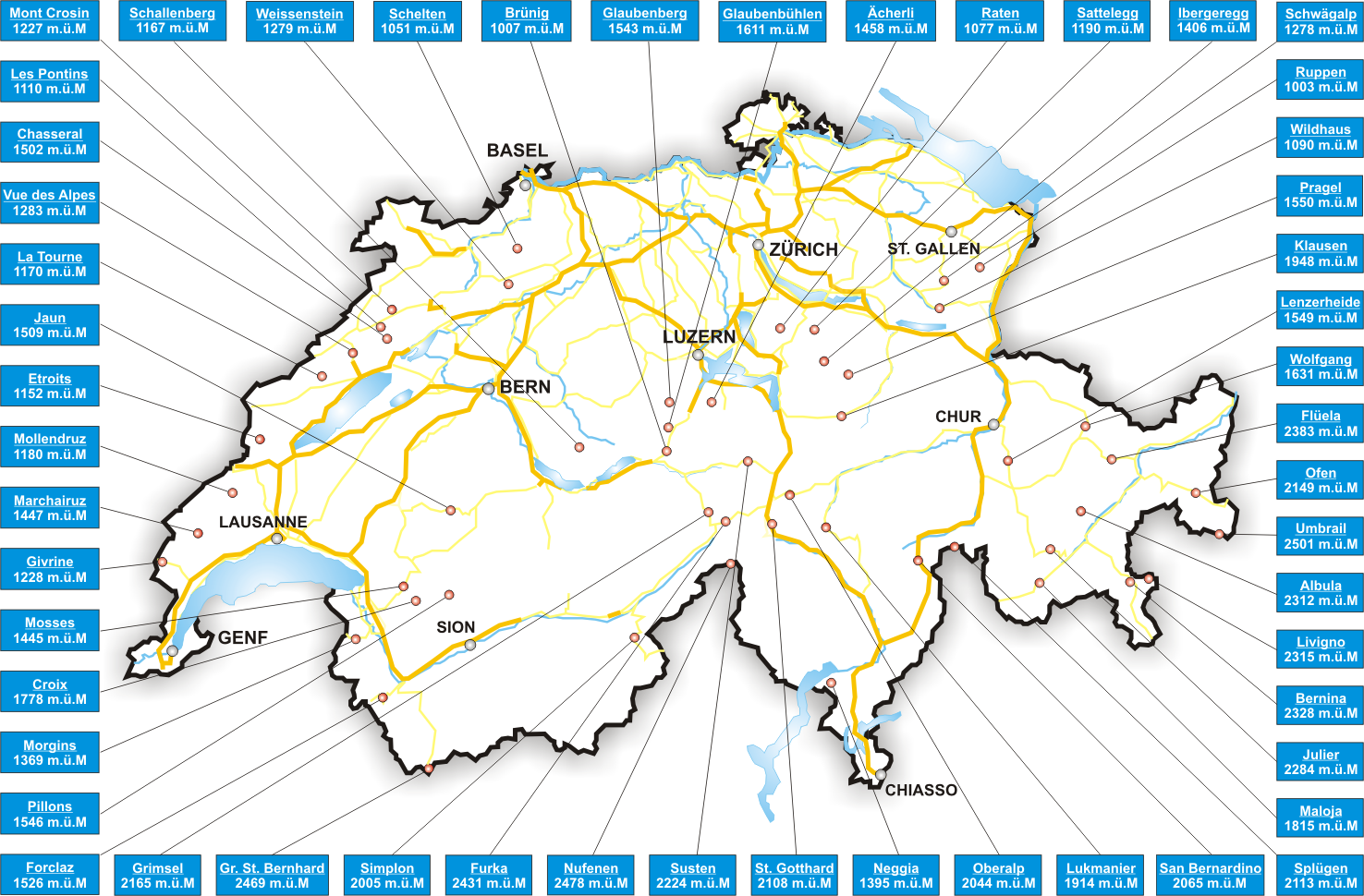
Przełęcze powyżej 1000 m n.p.m.

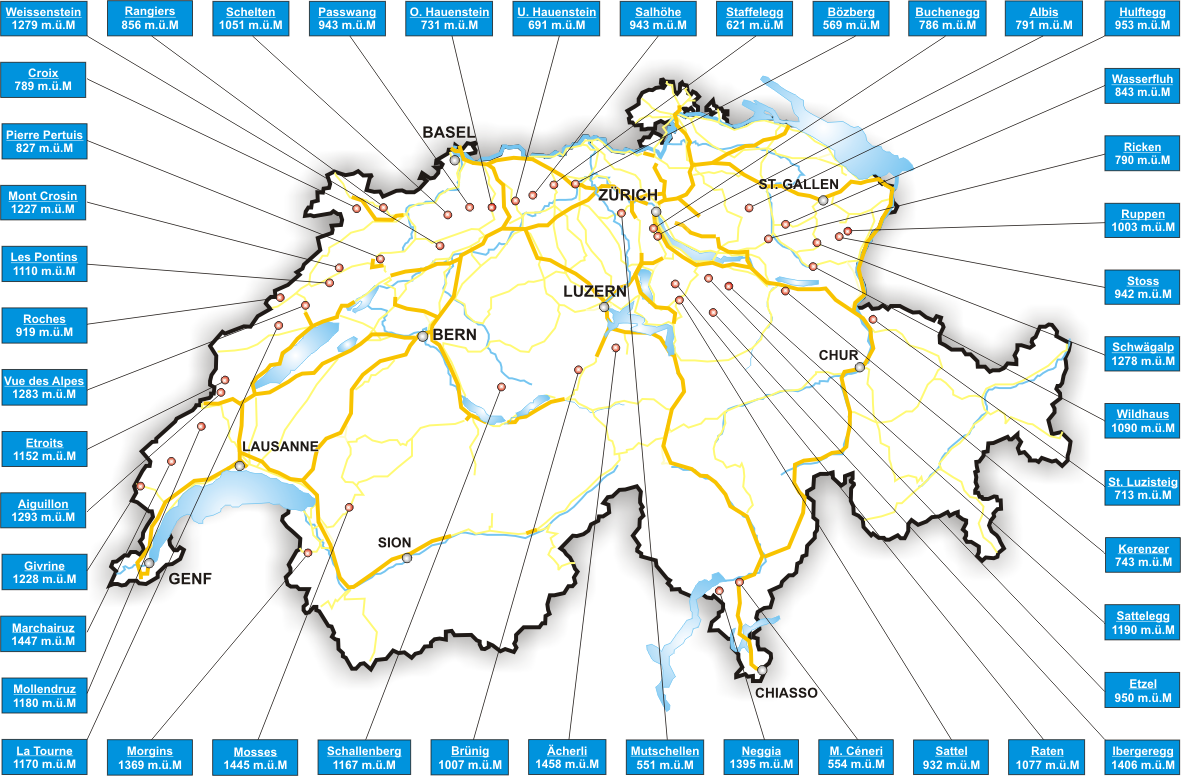
Przełęcze poniżej 1500 m n.p.m.

Szwajcaria jest górzystym państwem położonym w Europie Zachodniej. Nie posiada dostępu do morza. Graniczy z pięcioma państwami: Austrią i Liechtensteinem na wschodzie, Francją na zachodzie, Włochami na południu oraz z Niemcami na północy. Jest jednym z mniejszych państw Europy – rozciągłość z północy na południe wynosi 220 km, a ze wschodu na zachód 350 km.
Alpy zajmują południową, południowo-zachodnią i wschodnią część kraju. Na północ od Alp znajduje się Wyżyna Szwajcarska. Na północnym zachodzie wyżyna ograniczona jest przez góry Jura. Większość północnej granicy z Niemcami biegnie wzdłuż Renu, który wpływa do Szwajcarii w pobliżu Szafuzy. Część granicy z Niemcami i Austrią przebiega przez Jezioro Bodeńskie, a Jezioro Genewskie stanowi część granicy z Francją.
Szwajcaria podzielona jest na 26 kantonów. Kantony leżące na Wyżynie Szwajcarskiej są bardziej zaludnione, uprzemysłowione i z reguły zamieszkane przez protestantów. Kantony alpejskie natomiast są słabiej zaludnione, bardziej nastawione na rolnictwo i turystykę; przeważają tu też katolicy.
Konstytucja Konfederacji uznaje cztery języki za narodowe, są one także urzędowymi w instytucjach federalnych: niemiecki, którym posługuje się 63,7% populacji, francuski, którym mówi 20,4% populacji, włoski używany przez 6,5% populacji oraz język romansz, którym mówi 0,5% populacji. Na wschód od Berna (z wyjątkiem Ticino) przeważa język niemiecki. Na zachód od Berna przeważa język francuski. Język włoski jest najpowszechniejszym językiem w kantonie Ticino. Romansz, który wywodzi się z łaciny ludowej, najczęściej używany jest w kantonie Gryzonia.
Powierzchnia:
- ląd: 39 771 km²;
- woda: 1520 km²;
- całkowita: 41 291 km².

Długość granic:
- Austria: 164 km;
- Francja: 573 km;
- Liechtenstein: 41 km;
- Niemcy: 334 km;
- Włochy: 740 km;
- całkowita: 1852 km.

Brak dostępu do morza.
- Najwyższy punkt: Dufourspitze 4634 m n.p.m.
- Najniższy punkt: Jezioro Maggiore 195 m n.p.m.

### Jeziora
Poniższa lista zawiera ważniejsze jeziora Szwajcarii o powierzchni powyżej 10 km², w nawiasach podano nazwy oryginalne:
| Jezioro                                           | Powierzchnia [km²] | Wysokość lustra [m n.p.m.] | Głębokość maksymalna [m] | Objętość jeziora [km³] |
| ------------------------------------------------- | ------------------ | -------------------------- | ------------------------ | ---------------------- |
| Jezioro Genewskie (Léman, Lago Lemano, Genfersee) | 580,03             | 372,0                      | 310                      | 89,0                   |
| Jezioro Bodeńskie (Bodensee)                      | 536,0              | 395,6                      | 254                      | 48,0                   |
| Neuchâtel (Lac de Neuchâtel, Neuenburgersee)      | 215,2              | 429,4                      | 153                      | 14,0                   |
| Maggiore (Lago Maggiore, Langensee, Verbano)      | 210,18             | 193,0                      | 372                      | 37,0                   |
| Jezioro Czterech Kantonów (Vierwaldstättersee)    | 113,72             | 433,6                      | 214                      | 11,9                   |
| Jezioro Zuryskie (Zürichsee)                      | 88,17              | 405,9                      | 136                      | 3,9                    |
| Lugano (Lago di Lugano, Luganersee, Ceresio)      | 48,67              | 270,5                      | 288                      | 6,6                    |
| Thun (Thunersee)                                  | 47,74              | 557,7                      | 215                      | 6,5                    |
| Bielersee (Lac de Bienne)                         | 39,51              | 429,1                      | 74                       | 1,2                    |
| Zug (Zugersee, Lac de Zoug)                       | 38,41              | 413,6                      | 198                      | 3,2                    |
| Brienz (Brienzersee)                              | 29,81              | 563,7                      | 260                      | 5,2                    |
| Walensee                                          | 24,16              | 419,0                      | 150                      | 2,5                    |
| Murtensee (Lac de Morat)                          | 22,8               | 429,2                      | 46                       | 0,6                    |
| Sempachersee                                      | 14,36              | 503,8                      | 87                       | 0,66                   |
| Hallwilersee                                      | 10,21              | 448,7                      | 47                       | 0,215                  |

### Skutki globalnego ocieplenia

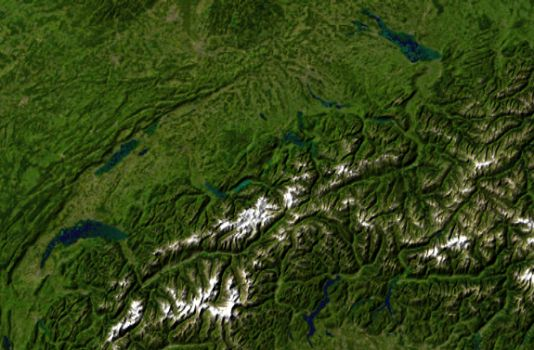
Szwajcaria na zdjęciu satelitarnym

Globalne ocieplenie jest szczególnie widoczne w Szwajcarii. Wynika to z położenia w umiarkowanych szerokościach geograficznych i klimatu umiarkowanego ciepłego przejściowego. Pomiędzy początkiem zapisów pogodowych w 1864 a 2019 r. temperatura w Szwajcarii wzrosła średnio o 1,9 °C. Co oznacza zmianę dwukrotnie szybszą od średniej światowej. W ciągu ostatnich 30 lat ocieplenie przyspieszyło. Każdy rok od 1991 do 2019 był cieplejszy niż średnia dla lat 1961–1990. Spośród dziesięciu najwyższych średnich temperatur w czerwcu od początku zapisów pogodowych, siedem zmierzono po 2002 roku. W 1890 roku w Davos było 231 dni przymrozków (dni, w których temperatura przy gruncie spadła poniżej 0 °C, przy jednoczesnej dodatniej wartości średniej dobowej temperatury powietrza) natomiast w 2018 r. już tylko 161. Powierzchnia lodowców szwajcarskich zmniejszyła się prawie o połowę między 1850 r. (1621 km²) i 2019 r. (944 km²). Z badań naukowych wynika, że jeśli nie zostanie osiągnięty cel ograniczenia globalnego wzrostu temperatury powietrza do 2 °C, wynikający z podpisanego w 2015 roku porozumienia paryskiego, to od około 2050 r. nie będzie możliwe uprawianie w Szwajcarii sportów zimowych.

## Historia
Szwajcaria jest konfederacją państw, wchodzących w jej skład jako kantony o bardzo dużej autonomii. Związek niektórych z nich trwa nieprzerwanie 700 lat, co stawia Szwajcarię na drugim miejscu wśród najstarszych republik Europy (po San Marino). Szwajcaria jest także jedną z najstarszych federacji i demokracji na świecie. W 1291 roku kanton Schwyz (od którego wywodzi się nazwa państwa), Uri i Unterwalden sygnowały akt utworzenia „związku wieczystego” (Akt Konfederacji Szwajcarskiej). Głównym celem była chęć uwolnienia się spod wpływu Habsburgów. Przełomem było zwycięstwo nad armią Habsburgów w bitwie pod Morgarten 15 listopada 1315. Zwycięstwo to przyczyniło się do późniejszych akcesji.
Do 1353 trzy założycielskie kantony zostały połączone z kantonami Glarus i Zug oraz miastami Lucerna, Zurych i Berno, tworząc tak zwaną Starą Konfederację, która rosła w siłę i bogactwo przez cały XV wiek (chociaż Zurych został wykluczony z federacji w latach 40. XV wieku na skutek zatargu terytorialnego). Dzięki pokonaniu Karola Zuchwałego w latach 70. XV wieku i najemnym wojskom szwajcarskim została utrzymana niezależność federacji. Pogrom armii Habsburgów oraz śmierć księcia Leopolda w bitwie pod Sempach 9 lipca 1386 zapewnił Szwajcarii faktyczną niezależność. W bitwie tej ponoć legendarnego czynu dokonał Arnold Winkelried, który rzucając się na lance habsburskiej piechoty, umożliwił przełamanie ich szyków i osiągnięcie zwycięstwa.
W 1506 roku papież Juliusz II najął wojska szwajcarskie do ochrony osobistej, tworząc Gwardię Szwajcarską, która po dziś dzień pełni tę funkcję (choć obecnie bardziej w roli reprezentacyjnej).
W XVI wieku Szwajcaria stała się jednym z głównych ośrodków reformacji w Europie. Objęła ona jednak głównie bogatsze i bardziej rozwinięte kantony miejskie. W 1531, po wojnie kantonów protestanckich z katolickimi (wiejskimi), w wyniku tzw. drugiego pokoju kappelskiego nastąpiło ustalenie podziału wyznaniowego kantonów.
Na mocy postanowień pokoju westfalskiego z 1648 roku, kończącego wojnę trzydziestoletnią, cesarz rzymsko-niemiecki uznał oficjalnie niepodległość Szwajcarii i jej formalne wyodrębnienie z Rzeszy Niemieckiej. Od tego czasu Szwajcarię zaczęto nazywać Związkiem Szwajcarskim.

### Inwazja francuska
W 1798 armie francuskie podbiły Szwajcarię, narzucając nową ujednoliconą konstytucję, osłabiającą kantony, a wzmacniającą rząd centralny. Okres ten (1798-1803) nazywany jest Republiką Helwecką. Jednakże system ten zniszczył wielowiekowe tradycje kulturowe i był bardzo niepopularny wśród Szwajcarów. Kiedy wybuchła wojna, Szwajcaria stała się areną walk pomiędzy Francją a Austrią i Rosją. Pojawiły się również dwie frakcje wśród Szwajcarów: „republikanów”, będących zwolennikami nowego porządku, oraz „federalistów”, chcących powrotu do systemu federacyjnego, opartego na szerokiej autonomii kantonów. Po spotkaniu zorganizowanym przez Napoleona w 1803 w Paryżu oba stronnictwa doszły do porozumienia, co znalazło wyraz w podpisaniu tzw. Aktu Mediacyjnego, przywracającego w znacznym stopniu system federacyjny. Kongres wiedeński potwierdził neutralność Szwajcarii, do której przyłączono ostatnie trzy kantony: Valais, Neuchâtel i Genewę.

### Konstytucja 1848

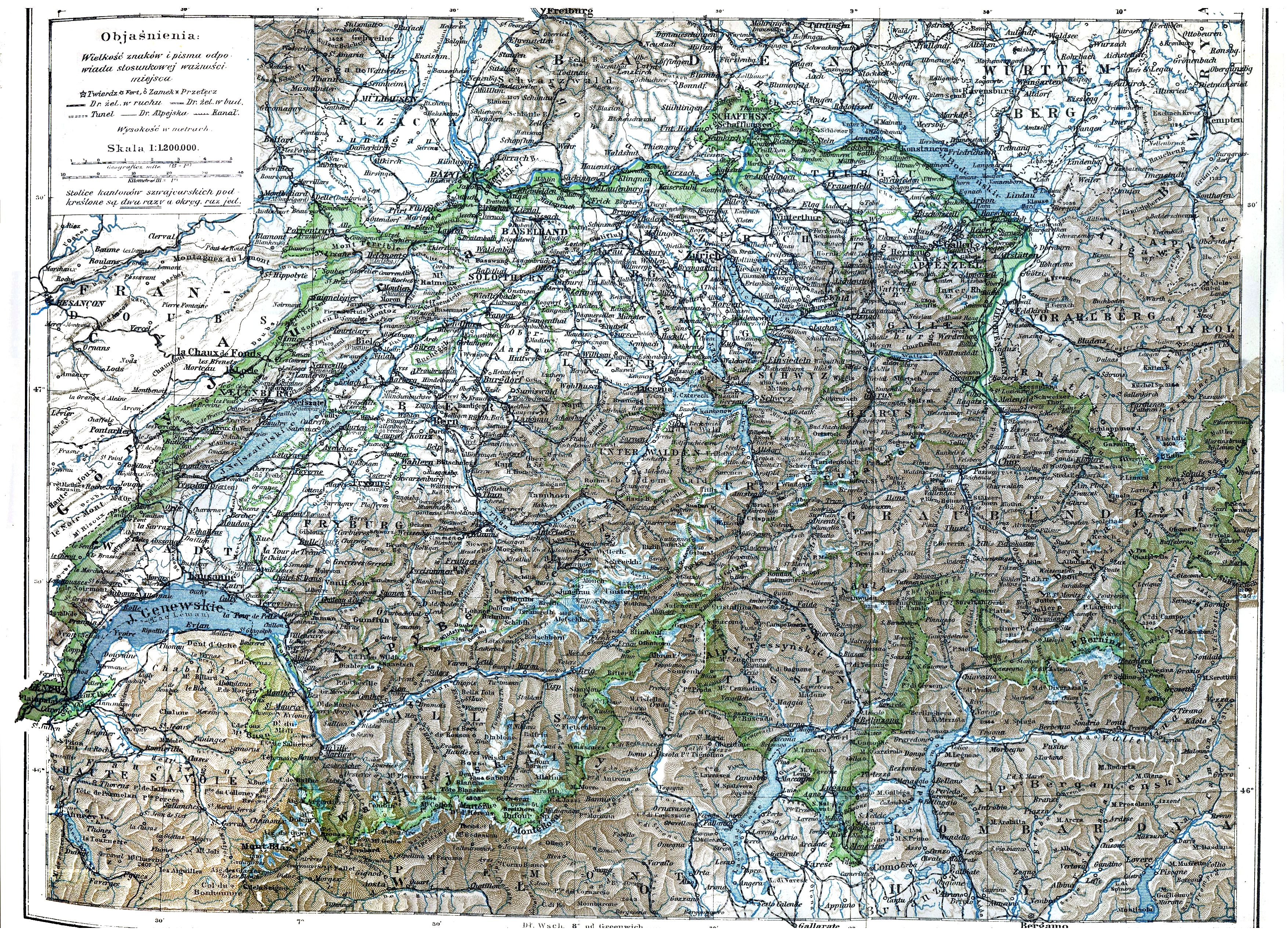
Mapa Szwajcarii z 1903 r.

W 1847 wybuchła wojna domowa pomiędzy kantonami katolickimi i protestanckimi (tzw. szwajcarska wojna domowa, niem. Sonderbundskrieg). Katolicy starali się nie dopuścić do wzmocnienia władzy centralnej, do czego dążyli rządzący wówczas przedstawiciele Partii Radykalnej. W wyniku miesięcznych walk zginęło około 100 osób i był to ostatni poważniejszy konflikt zbrojny na terytorium Szwajcarii. W wyniku tego w 1848 stworzono konstytucję federalną oraz system oparty na referendach, pozostawiając kwestie lokalne w gestii kantonów. W 1874 wniesiono poprawki, uwzględniające wprowadzenie wspólnej waluty oraz zmiany wymuszone przez rozwój populacji i rewolucję przemysłową. W 1891 konstytucja została ponownie poprawiona, utworzono unikatowy system, silnie oparty na demokracji bezpośredniej.

### Od XX wieku
W 1920 r. Szwajcaria została członkiem Ligi Narodów, a w 1963 Rady Europy. Podczas I wojny światowej proklamowała neutralność, podobnie zresztą w czasie II wojny światowej. Mimo tego Niemcy planowali zajęcie Szwajcarii (operacja Tannenbaum), co wydawało się wówczas nieuniknione. W zaistniałej sytuacji Szwajcaria mimo oficjalnej neutralności przyjęła postawę antyniemiecką, przeprowadziła mobilizację armii pod dowództwem gen. Henriego Guisana i przygotowała się do długotrwałej obrony (Reduta Centralna), przyjmując zarazem 51219 uchodźców.
Od 12 grudnia 2008 Szwajcaria jest członkiem układu z Schengen.

## Ustrój polityczny

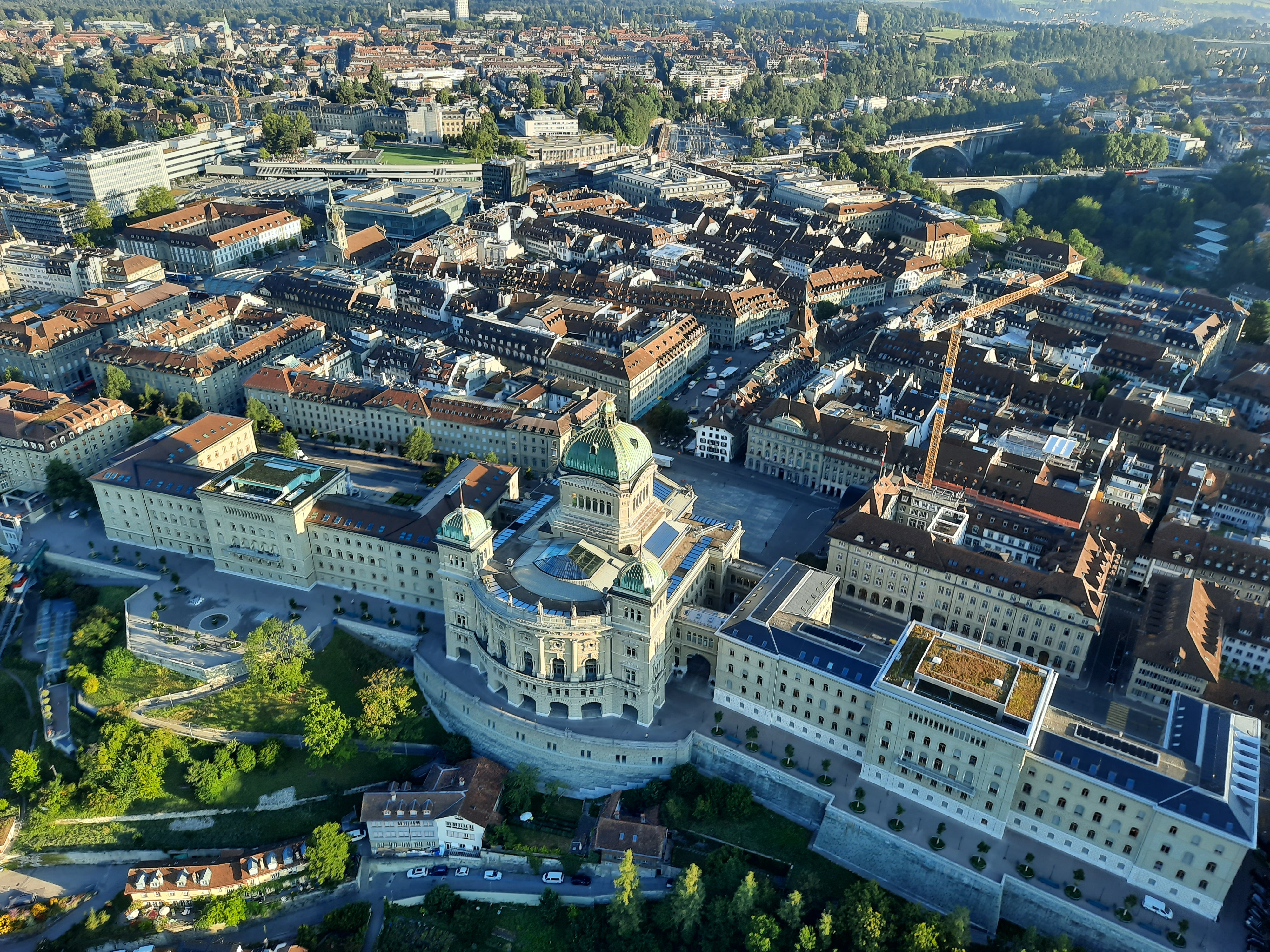
Berno – Bundeshaus; siedziba parlamentu Szwajcarii oraz Rady Związkowej

Szwajcaria jest federacją demokratyczną oraz parlamentarną, gdzie na szeroką skalę wykorzystywana jest instytucja referendum (demokracja bezpośrednia). Szczególnie silna jest pozycja parlamentu i władz kantonalnych. Ustrój ten nazywa się parlamentarno-komitetowym; najbardziej typową cechą jest dla niego brak rozdziału pomiędzy władzę ustawodawczą, wykonawczą i sądowniczą.
Szwajcaria jest państwem federalnym, podzielonym na kantony posiadające charakter organizmów państwowych. Konstytucja określa podział kompetencji między federacją a kantonami.
Władza ustawodawcza należy do Zgromadzenia Związkowego (parlamentu), składającego się z dwóch izb: Rady Kantonów (izba wyższa) i Rady Narodowej (izba niższa). Głową państwa i szefem rządu jest prezydent, wybierany na okres 1. roku przez Zgromadzenie Związkowe spośród członków 7-osobowej Rady Związkowej (rządu).
Izb nie można rozwiązać przed upływem kadencji, nie może być zwoływana na sesje przez żaden inny organ, nie ma również instytucji sądownictwa konstytucyjnego (brak trybunału konstytucyjnego). Ponadto wszelkie konflikty kompetencyjne rozstrzygane są przez sam parlament. Wybiera on też siedmiu członków wykonawczej Rady Federalnej (rządu) i Trybunału Federalnego.
Szwajcarski konserwatyzm podkreśla fakt, że mimo tak solidnych tradycji demokratycznych kobiety uzyskały prawa wyborcze dopiero w lutym 1971 roku, ale nie w całym państwie. Prawa wyborcze kobietom najpóźniej przyznano w kantonie Appenzell Innerrhoden, który ustąpił przed wyrokiem sądu najwyższego w roku 1990.

## Podział administracyjny
Szwajcaria jest państwem federacyjnym, składającym się z 26 kantonów, 143 okręgów i 2131 gmin.
- 1291 –  Uri,  Schwyz,  Obwalden,  Nidwalden
- 1332 –  Lucerna
- 1351 –  Zurych
- 1352 –  Glarus,  Zug
- 1353 –  Berno
- 1481 –  Fryburg,  Solura
- 1501 –  Bazylea-Miasto,  Bazylea-Okręg,  Szafuza
- 1513 –  Appenzell Ausserrhoden,  Appenzell Innerrhoden
- 1803 –  Sankt Gallen,  Gryzonia,  Argowia,  Turgowia,  Ticino,  Vaud
- 1815 –  Valais,  Neuchâtel,  Genewa
- 1979 –  Jura

## Siły zbrojne

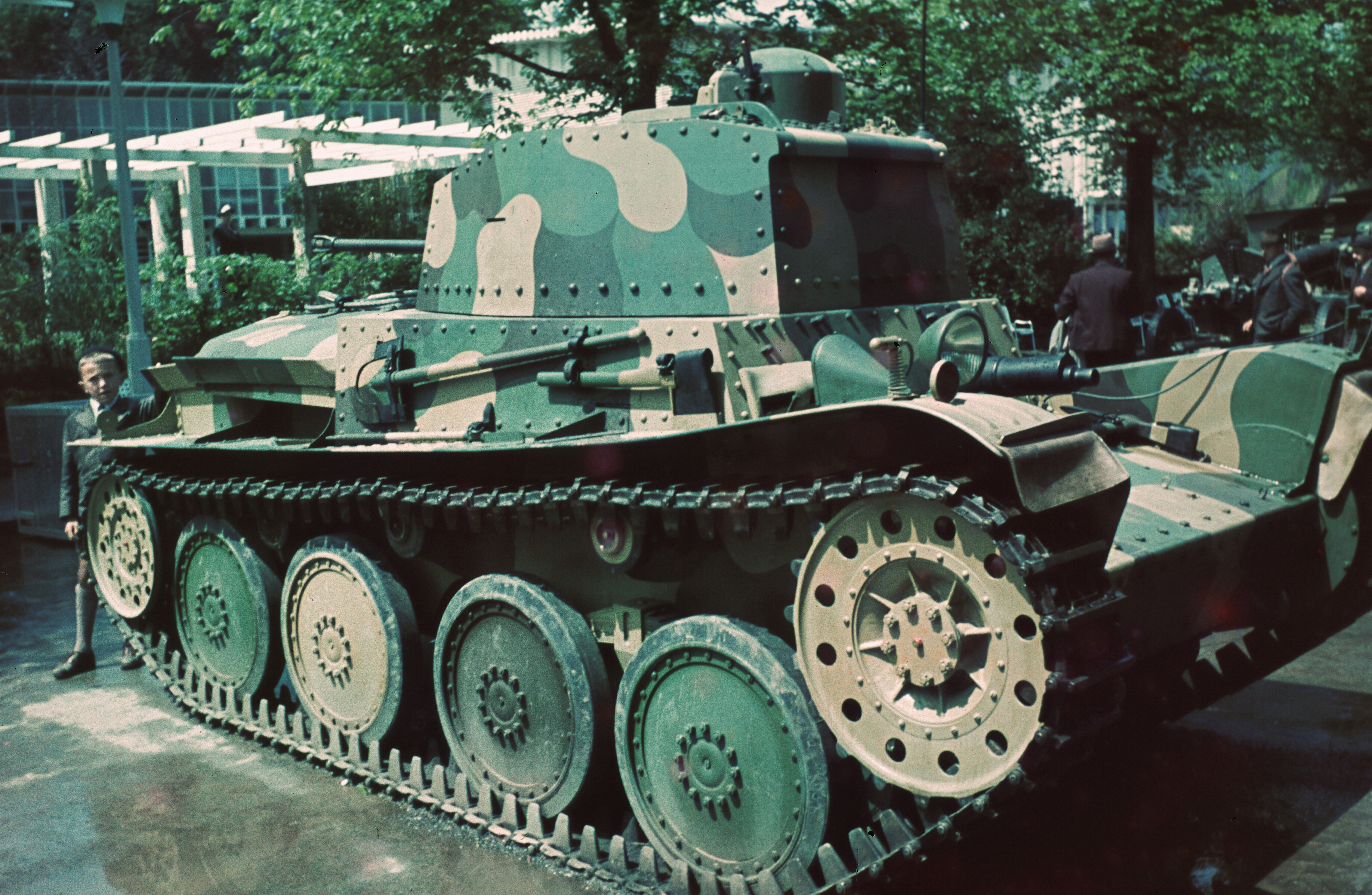
Czołg LT vz. 38 armii szwajcarskiej na wystawie narodowej w Zurychu w 1939, uwieczniony na filmie barwnym Agfacolor

Szwajcaria dysponuje dwoma rodzajami sił zbrojnych. Są to siły powietrzne oraz wojska lądowe (200 czołgów, 200 dział samobieżnych oraz 1600 opancerzonych pojazdów bojowych). Pomimo braku dostępu do morza, Szwajcaria ma marynarkę wojenną (7 okrętów pływa po jeziorze Bodeńskim).
Wojska szwajcarskie liczą 101 tys. żołnierzy zawodowych oraz 50 tys. rezerwistów. Według rankingu Global Firepower (2025) szwajcarskie siły zbrojne stanowią 44. siłę militarną na świecie, z rocznym budżetem na cele obronne w wysokości 25 mld dolarów (USD).

## Gospodarka
Spośród państw europejskich gospodarka Szwajcarii ma najlepszy wskaźnik wolności. W rankingu ogólnoświatowym zajmuje miejsce 4, ustępując miejsca jedynie Hongkongowi, Singapurowi i Nowej Zelandii. Kraj jest bardzo wysoko rozwinięty, jeden z najbogatszych na świecie. Długotrwała neutralność (od 1815) i zasada nienaruszalności tajemnicy bankowej ugruntowały zaufanie do Szwajcarii jako finansowego centrum Europy i świata. Napływ obcych zasobów pieniężnych umożliwił stopniowy rozwój rodzimego, wysoko wyspecjalizowanego przemysłu, intensywnego rolnictwa i turystyki. W latach 80. niewielkie tempo wzrostu gospodarczego (przeciętnie 2,1% rocznie), od początku lat 90. – recesje, spadek produktu krajowego brutto o 0,3% w 1992 i 0,9% w 1993. Usługi wytwarzają 62% produktu krajowego brutto, w tym sektor bankowo-ubezpieczeniowy – ok. 16%, przemysł i budownictwo – powyżej 34%, rolnictwo – ok. 4%; produkt krajowy brutto na 1 mieszkańca – 42 003 USD.
Szwajcarskie rezerwy złota wynoszą 83 mln uncji jubilerskich, dewizowe są szacowane na ok. 6•1012 USD. Działa tu ponad 630 banków, z których 5 należy do największych w świecie: Schweizerischer Bankverein (z siedzibą w Bazylei, wartość depozytów 124 mld dolarów), Schweizerische Bankgesellschaft (Zurych, 114 mld dolarów), Crédit Suisse (Zurych, 89 mld dolarów), Schweizerische Volksbank (Berno) i Bank Leu. Łączna wartość depozytów w szwajcarskich bankach wynosi ok. 6 bln dolarów (2007 r.), w tym ok. 50% od klientów zagranicznych.
Działają liczne, znane w świecie przedsiębiorstwa ubezpieczeniowe (Zürich Insurance, Swiss Life, Reassurances), 6 giełd papierów wartościowych, w tym w Zurychu. Same podatki stanowią 30% PKB Szwajcarii, dodatkowo 7% PKB stanowią obowiązkowe ubezpieczenia społeczne (emerytalne, inwalidzkie, składki na służbę zdrowia), co łącznie daje 37% PKB (dla porównania: Szwecja 52%, Wielka Brytania 36%, Polska 34,5%, Stany Zjednoczone 27%; z uwzględnieniem ubezpieczeń społecznych). Służby zdrowia w Szwajcarii nie finansuje się z podatków, tylko z obowiązkowych ubezpieczeń, które są parapodatkami. PKB per capita wynosi nominalnie 51 771 dolarów, poziom porównywalny do Danii, a po zmierzeniu parytetem siły nabywczej 37 369 dolarów, również porównywalny do Danii. Wskaźnik Giniego dla Szwajcarii wynosi 33, co jest poziomem porównywalnym do Holandii, wyższym niż we Francji, Niemczech i krajach skandynawskich, ale niższym niż w wielu innych krajach.
Szwajcarski eksport charakteryzuje się relatywnie wysoką odpornością na szoki walutowe. Odporność ta osiągana jest dzięki znacznemu eksportowi leków, które cechują się niską elastycznością cenową popytu, a także instrumentów precyzyjnych (w tym zegarków), które postrzegane są jako dobra wyższego rzędu.

### Przemysł
Szwajcaria posiada bardzo nieliczne złoża surowców mineralnych. Wydobywa się głównie kruszywa budowlane oraz surowce do produkcji takich materiałów budowlanych jak cement i wapno (wapienie, margle), a także sól kamienną (Jura). Podstawą elektroenergetyki jest energia odnawialna wytwarzana w elektrowniach wodnych na rzekach Alp (58% produkowanej energii elektrycznej) i energia jądrowa z elektrowni jądrowych (40% energii elektrycznej). W czerwcu 2011 roku parlament postanowił o niebudowaniu nowych reaktorów, a tym samym o wycofaniu się z energetyki jądrowej do roku 2034, na kiedy przewidziane jest zamknięcie ostatniego reaktora jądrowego (w Leibstadt). Produkcja energii elektrycznej na 1 mieszkańca Szwajcarii wynosi 7928 kWh (2011). Przemysł przetwórczy wytwarza z surowców importowanych produkty wysoko przetworzone (głównie na eksport), wymagające dużego nakładu pracy oraz myśli technicznej. Największe szwajcarskie przedsiębiorstwa przemysłowe to: Nestlé (branża spożywcza, obroty 36 mld dolarów, 1992), ABB (maszynowa, 29 mld dolarów), Novartis i Roche (chemiczna), Sulzer Brothers (maszynowa).
Rozwinięty jest głównie przemysł elektromaszynowy, chemiczny i spożywczy. Przemysł elektromaszynowy dostarcza urządzenia sterownicze dla różnych gałęzi przemysłu, turbiny, generatory, silniki, między innymi okrętowe. Większość zakładów tego przemysłu jest skupiona w Zurychu, Winterthur, Baden. Tradycyjnie bardzo duże znaczenie ma branża zegarmistrzowska i jubilerska. Wyrób zegarków znanych firm (Swatch, Rolex, Montres Epos, Patek Philippe, Tissot) koncentruje się w La Chaux-de-Fonds, Neuchâtel, Genewie. Przemysł chemiczny wyspecjalizowany jest w produkcji leków (główny ośrodek to Bazylea), spożywczy – serów, przetworów mięsnych i czekolady. Ponadto przemysł papierniczy, cementowy i włókienniczy. W Szafuzie i Neuhausen, w pobliżu hydroelektrowni znajdują się huty aluminium (importowany tlenek glinu).

### Zanieczyszczenie środowiska i emisja gazów cieplarnianych
Przemysł jest źródłem zanieczyszczenia wody i powietrza. W dziesięcioleciu 2007–2016 poziom zanieczyszczenia przemysłowego wód różnymi parametrami był podobny, natomiast nastąpił wzrost zanieczyszczenia niklem, a spadł ołowiem. Zanieczyszczenie powietrza w tym okresie spadło.
Łączna emisja równoważnika dwutlenku węgla ze Szwajcarii i Liechtensteinu wyniosła w 1990 roku 55,238 Mt, z czego 44,955 Mt stanowił dwutlenek węgla. W przeliczeniu na mieszkańca emisja wyniosła wówczas 6,735 t dwutlenku węgla, a w przeliczeniu na 1 dolar PKB 139 kg. Emisje metanu odpowiadają za większość pozostałych emisji, ale emisje podtlenku azotu i gazów fluorowanych są również zauważalne, a te ostatnie w drugiej dekadzie XXI w. zaczęły się zbliżać do poziomu emisji metanu. Po roku 1990 całkowita emisja wahała się i dotyczy to też emisji dwutlenku węgla pochodzenia kopalnego, która ostatecznie na przestrzeni kilkudziesięciu lat wykazuje trend lekko spadkowy. Główne jego źródła to emisje z transportu i budynków. Ten pierwszy w tym okresie nieznacznie rósł, a drugi malał. Emisje z energetyki są stosunkowo małe, ale z czasem rosną. W 2018 emisja dwutlenku węgla pochodzenia kopalnego wyniosła 40,94 Mt, a w przeliczeniu na mieszkańca 4,792 t i w przeliczeniu na 1 dolar PKB 81 kg.

### Rolnictwo
Rolnictwo wysokotowarowe. Użytki rolne zajmują ok. 36% całej powierzchni kraju (2012), w tym łąki i pastwiska prawie 27% ogółu powierzchni kraju (73% użytków rolnych). Przeważają gospodarstwa o powierzchni 10–20 ha (średnio 16,2 ha). 1 ciągnik przypada na 14 ha użytków rolnych. Poziom nawożenia (349 kg nawozów sztucznych na 1 ha gruntów ornych) ma tendencję spadkową w związku z powszechną produkcją tzw. zdrowej żywności. Chów i hodowla dostarcza ponad 80% wartości produkcji rolnej. Rozwinięte są głównie chów i hodowla bydła domowego o kierunku mlecznym (przeciętny roczny udój od 1 krowy – 5000 litrów, 1994) i trzody chlewnej, w strefach podmiejskich – drobiu, w wyższych piętrach Alp i Jury – owiec. Na Wyżynie Szwajcarskiej przeważa uprawa pszenicy, jęczmienia, ziemniaków i buraków cukrowych, w dolinie Rodanu i nad Jeziorem Genewskim – warzyw i owoców (głównie jabłonie), na południowych stokach Jury – winorośli. Lasy zajmują ok. 31% powierzchni kraju, ale ich znaczenie przemysłowe maleje w związku z rozwiniętą ochroną.

## Transport
Z transportu kolejowego korzysta bardzo duża liczba osób, zaś jego funkcjonalność sprawia, że stał się on prawdziwą alternatywą wobec jazdy samochodem.

## Turystyka

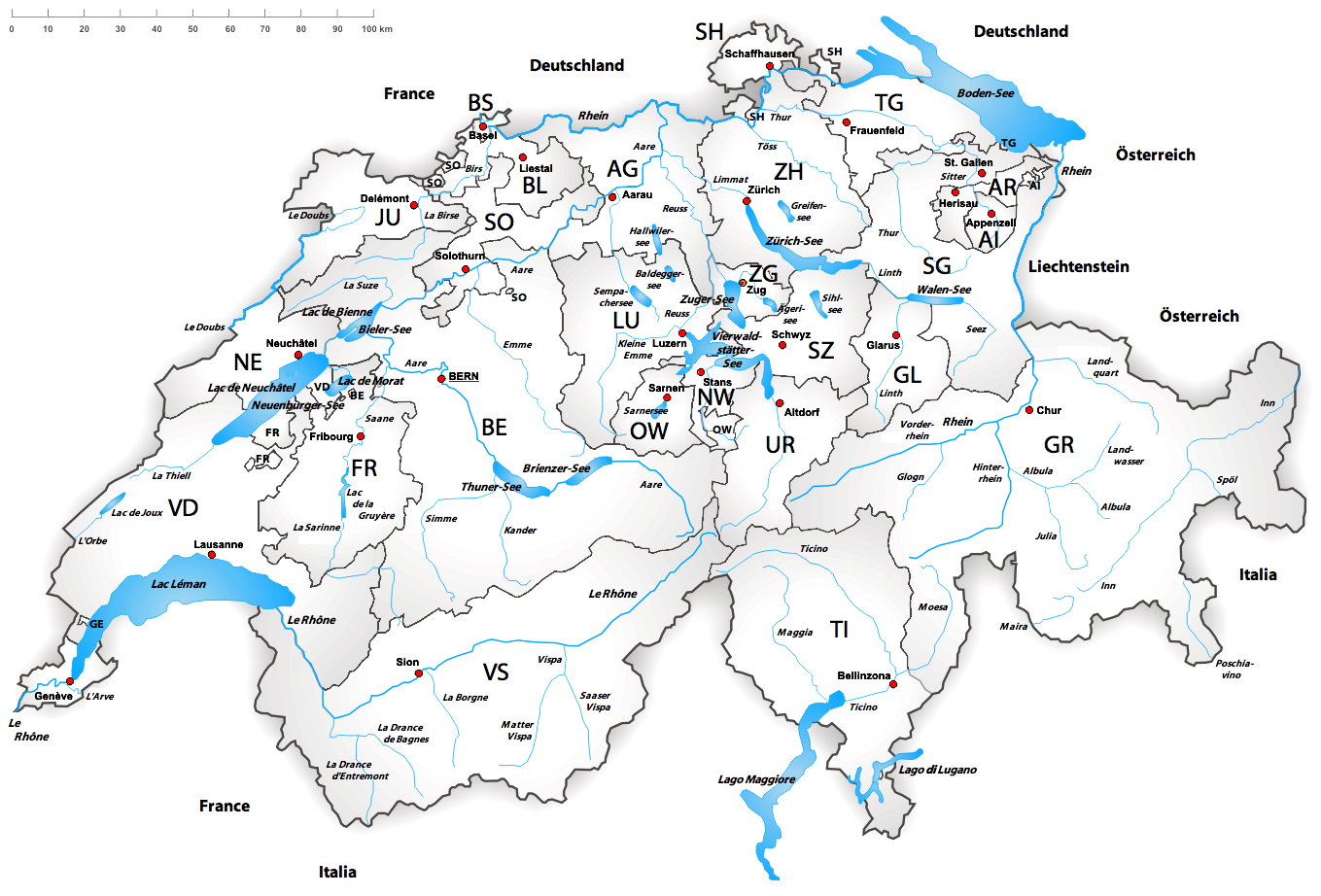
Mapa Szwajcarii z kantonami i jeziorami

W Szwajcarii funkcjonuje około dwustu kąpielisk wyznaczonych zgodnie z europejską dyrektywą kąpieliskową. W 2015 50,5% z nich osiągnęło najwyższą klasę jakości, tj. doskonałą, a 1,4% najniższą, tj. niedostateczną. W 2018 było to odpowiednio 75% i 1%. Ocena ta oparta jest głównie na kryterium zanieczyszczenia bakteriami kałowymi. W 2018 kilkanaście procent nie zostało ocenionych. Ocenę niższą niż doskonała w 2018 miały niektóre kąpieliska umiejscowione na jeziorach Genewskim, Neuchâtel i Bodeńskim, przy czym na tych jeziorach były również kąpieliska spełniające kryteria najwyższej klasy.

## Demografia
Pod koniec 2017 roku ludność Szwajcarii liczyła 8,48 mln osób, w tym 2,13 mln (25,1 proc.) to osoby niebędące obywatelami tego kraju. Są to głównie Włosi, Niemcy, Portugalczycy, Francuzi, Kosowianie, Hiszpanie, Turcy i Serbowie. W 2017 roku do Szwajcarii przybyło 171 tys. imigrantów, o 20 tysięcy mniej niż rok wcześniej. Obywatelstwo otrzymało 45 tys. osób. Łącznie populacja kraju wzrosła o 0,8 proc.
- Wykres liczby ludności Szwajcarii na przestrzeni ostatnich 160 lat (w tysiącach)[32]

### Języki
niemiecki
     francuski
     włoski
     romansz

Obszary językowe Szwajcarii:
niemiecki
francuski
włoski
romansz

W szwajcarskich instytucjach federalnych urzędowymi są cztery języki: niemiecki, francuski, włoski oraz romansz (retoromański). Konstytucje kantonów określają jaki język lub języki są urzędowe na obszarze kantonu. Nauczanie w szkołach podstawowych, gimnazjach i liceach odbywa się w jednym z tych języków, w zależności od kantonu. Na uniwersytecie studiuje się po francusku bądź niemiecku (i włosku w kantonie Ticino). Absolwent wyższej uczelni powinien móc porozumiewać się przynajmniej w trzech językach. Język angielski, mimo że nie należy do języków urzędowych, staje się coraz popularniejszy w środowisku przemysłowym i świecie reklamy.
Język codzienny Szwajcarów w kantonach niemieckojęzycznych to dialekt alemański (Schwyzerdütsch). Dialekty używane są tam przez wszystkie warstwy społeczne, nawet w dużych miastach, chociaż pisze się prawie zawsze po niemiecku. W Szwajcarii języki francuski i włoski, mimo drobnych odmienności, np. w niektórych liczebnikach oraz w wymowie, nie różnią się od języka standardowego. Język romansz jest używany tylko w niektórych gminach kantonu Gryzonia, gdzie dominuje Schwyzerdütsch.
Według spisu powszechnego ludności z 2000 roku struktura ludności ze względu na język ojczysty przedstawia się następująco:
1. niemiecki –                 4 801 148 (72,8%);
2. francuski –                   989 606 (13,0%);
3. włoski –                         470 961 (6,5%);
4. serbsko-chorwacki –   103 350 (1,4%);
5. albański –                      94 937 (1,3%);
6. portugalski –                89 527 (1,2%);
7. hiszpański –                  76 750 (1,1%);
8. angielski –                    73 422 (1,0%);
9. romansz –                        35 072 (0,5%);
10. inne –                                             58 431 (0,7%).

Szwajcarzy nie stanowią jedności ani językowo, ani religijnie, mają jednak wspólną historię.

### Miasta
Najludniejsze miasta Szwajcarii (stan na 31 grudnia 2021):
| 1  | Zurych      | Zurych     | 423 193 |
| 2  | Genewa      | Genewa     | 203 401 |
| 3  | Bazylea     | Bazylea    | 173 064 |
| 4  | Lozanna     | Vaud       | 140 619 |
| 5  | Berno       | Berno      | 134 290 |
| 6  | Winterthur  | Zurych     | 115 129 |
| 7  | Lucerna     | Lucerna    | 82 922  |
| 8  | St. Gallen  | St. Gallen | 76 328  |
| 9  | Lugano      | Ticino     | 62 123  |
| 10 | Biel/Bienne | Berno      | 55 140  |

### Ranking poziomu życia
Szwajcaria od wielu lat utrzymuje się w ścisłej czołówce rankingu państw najbardziej przyjaznych człowiekowi. Genewa oraz Zurych znajdują się w pierwszej dziesiątce miast indeksu GLCI.
Szwajcaria jest powszechnie uznawana jako państwo o wysokim poziomie dobrobytu. Tym nie mniej od początku drugiej dekady XXI w. obserwowany jest wzrost ubóstwa wśród jej mieszkańców. Zjawisko to nasiliło się po 2019 r.: najpierw doprowadziła do niego pandemia COVID-19, później wzrost inflacji. W 2023 r. statystyki wykazały, że 745 tys. osób – czyli 8,7 proc. populacji Szwajcarii – żyło poniżej granicy ubóstwa (próg ten wynosi 2,3 tys. franków dochodu dla osoby samotnej i 4 tys. franków dla gospodarstwa domowego z dwojgiem dzieci). Gdy dodamy tę populację do grupy osób uznanych za ubogie (tj. zarabiających nieco więcej niż podane wyżej progi i przez to nieuprawnionych do świadczeń socjalnych) okaże się, że w trudnej sytuacji finansowej znajduje się 12 – 14 proc. populacji Szwajcarii.

## Szkolnictwo
Szwajcaria była jednym z pierwszych na świecie państw, które wprowadziło powszechne nauczanie elementarne. Szkoły podstawowe i średnie w Szwajcarii są bezpłatne; w wielu kantonach bezpłatne są także obiady oraz podręczniki. Za państwowe szkoły wyższe wnoszona jest opłata za każdy semestr. Studentom z rodzin ubogich przyznawane są jednak stypendia.
W Szwajcarii znajduje się wiele szkół prywatnych, które słyną z wysokiego standardu kształcenia. Ich dyplomy nie są uznawane przez państwo, mogą być jednak uznawane przez firmy prywatne.

## Kultura i sztuka

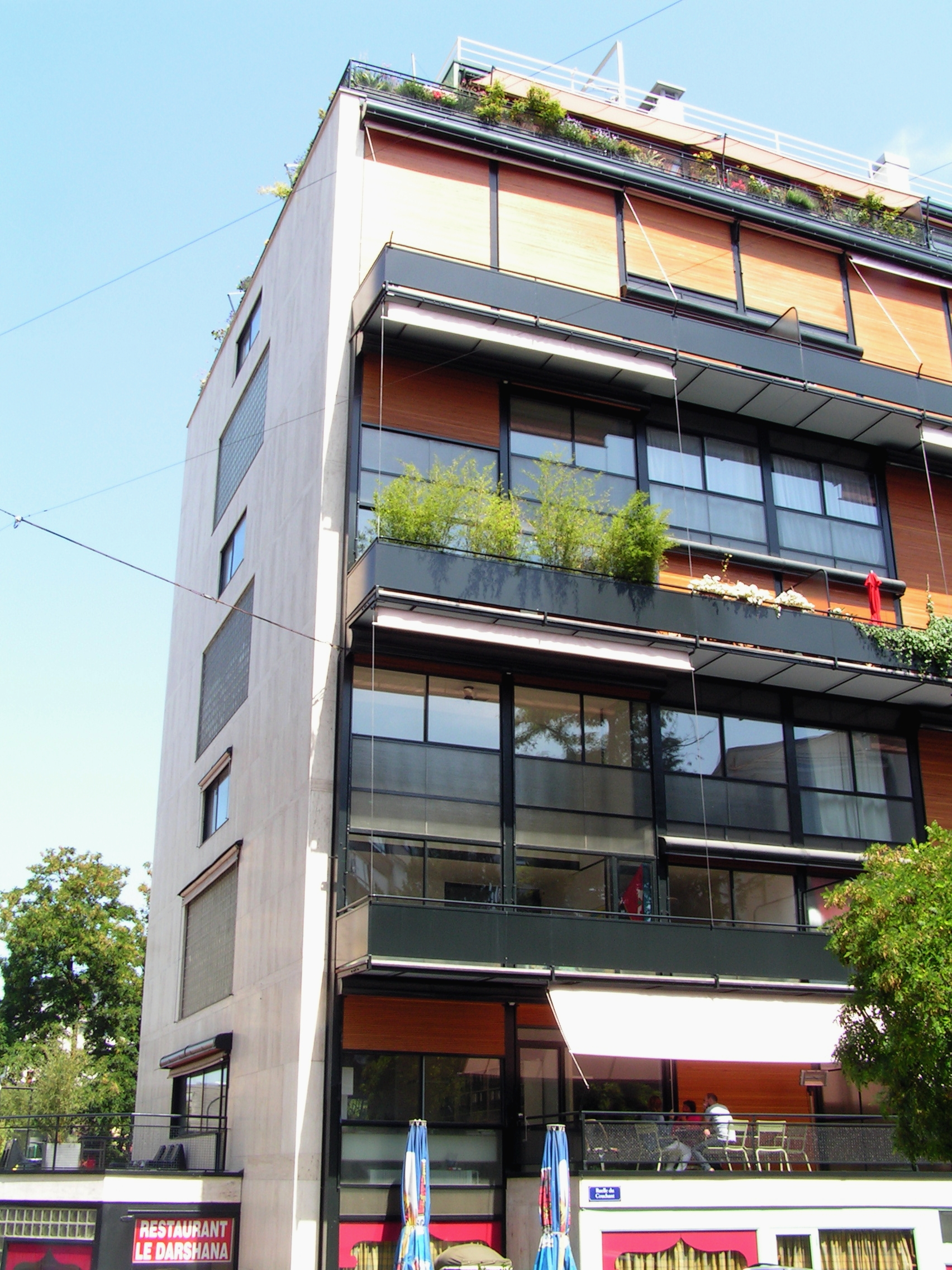
Immeuble Clarté, dzieło architektury Le Corbusiera wpisane na listę światowego dziedzictwa UNESCO w Szwajcarii

### Architektura
- Francesco Borromini
- Carlo Maderno
- Domenico Fontana
- Max Bill
- Le Corbusier
- Peter Zumthor
- Jacques Herzog
- Pierre de Meuron
- Mario Botta

### Fotografia
- Werner Bischof
- Annemarie Schwarzenbach
- Moritz de Hadeln
- Helmar Lerski

### Literatura
Literatura szwajcarska powstaje w języku niemieckim, francuskim, włoskim i retoromańskim, lecz największe znaczenie mają dzieła literackie w pierwszych dwóch językach. Najbardziej znani pisarze szwajcarscy to Max Frisch i Friedrich Dürrenmatt. Bardzo ważnymi postaciami byli także filozof i psycholog Carl Gustav Jung oraz pochodzący z Genewy i tworzący m.in. w Szwajcarii pisarz i filozof Jean-Jacques Rousseau. W Szwajcarii żył i tworzył, chociaż częściowo także we Francji, w Niemczech i we Włoszech, niemiecki filozof i filolog klasyczny Friedrich Nietzsche, który przez kilka lat był profesorem Uniwersytetu w Bazylei i jednocześnie nauczycielem w miejscowym gimnazjum klasycznym.
Znani pisarze szwajcarscy:
- Charles Ferdinand Ramuz
- Conrad Ferdinand Meyer
- Friedrich Dürrenmatt
- Gottfried Keller
- Jeremias Gotthelf
- Max Frisch
- Robert Walser

### Media
Funkcję telewizji publicznej pełni SRG SSR, która dzieli się według języków na Radiotelevisiun Svizra Rumantscha (RTR), Radiotelevisione svizzera (RSI), Radio Télévision Suisse (RTS) i Schweizer Radio und Fernsehen (SRF). Istnieją także prywatne telewizje regionalne TeleZüri, TeleBärn i Telebasel. Największe niemieckojęzyczne dzienniki to Blick, Neue Zürcher Zeitung i Tages-Anzeiger.

### Kuchnia
Tradycyjnym specjałem szwajcarskim jest fondue, które robione jest z roztopionego sera. Sery szwajcarskie, takie jak gruyère czy ementaler, podgrzewa się w specjalnym kociołku z dodatkiem pieprzu, czosnku, białego wina i kirschu. Do nabierania roztopionego sera używa się świeżego chleba. Szwajcaria oprócz serów może pochwalić się doskonałą czekoladą oraz piwem i winem.

## Religia
W Szwajcarii dominują wyznania chrześcijańskie, z podziałem pomiędzy katolicyzmem, który wyznawało 32,9% całej populacji w 2021 roku (46,7% w 1970) a Szwajcarskim Kościołem Reformowanym z 21,1% populacji (48,8% w 1970), z których najwięcej wyznawców liczy kalwinizm. W wyniku imigracji żyje tam również pewna liczba wyznawców islamu (wzrost do 5,7% w 2018 z 0,2% w 1970) i innych wyznań chrześcijańskich (5,6%), w tym prawosławia. Ponadto w Szwajcarii żyje sporo wyznawców judaizmu, buddyzmu i hinduizmu, którzy łącznie stanowili 1,5% populacji kraju. 33,2% Szwajcarów nie identyfikowało się z żadną religią, z czego 32,3% zdeklarowało brak związków z jakąkolwiek religią (wzrost z 1,2% w 1970 i 11,4% w 2000), a pozostałe 0,9% to nieokreśleni. Sondaż przeprowadzony przez Eurobarometer w 2010 pokazał, że tylko 44% Szwajcarów deklaruje wiarę w Boga, dalsze 39% dopuszcza możliwość istnienia nieokreślonej siły wyższej, a 11% deklaruje ateizm. Pozostałe 6% nie potrafiło lub nie chciało się określić.
Mniejsze ważniejsze wyznania i kościoły w Szwajcarii to: prawosławni (158 tys. wiernych), zielonoświątkowcy (68 tys.), hinduizm (42,5 tys.), buddyzm (36,5 tys.), Kościół Nowoapostolski (34,3 tys.), Świadkowie Jehowy (19,5 tys.), Bracia plymuccy (17,7 tys.), judaizm (17,5 tys.), Stowarzyszenie Wolnych Kongregacji Ewangelicznych (14 tys.), Kościół Metodystyczny (14 tys.), Pilgrim Mission of St. Chrischona (14 tys.), Kościół Anglikański (13,8 tys.), Kościół Chrześcijańskokatolicki (9,8 tys.), mormoni (8,9 tys.) i Kościół Adwentystów Dnia Siódmego (4,7 tys.).
Historycznie kraj jest dość równo podzielony pomiędzy rzymskich katolików i wyznawców kalwinizmu, ze skomplikowaną mozaiką mniejszości na obszarze niemal całego kraju. Niektóre kantony, np. Appenzell, są nawet oficjalnie podzielone na sekcje katolickie i protestanckie. W większych miastach (Berno, Zurych, Bazylea) dominują protestanci. Centralna Szwajcaria jest tradycyjnie katolicka. Istnieje też Kościół Chrześcijańskokatolicki w Szwajcarii, zaliczany do nurtu starokatolickiego. Jest jednym z oficjalnych Kościołów w kraju, choć liczba jego członków bardzo szybko się zmniejsza i obecnie należy do niego jedynie 0,2% Szwajcarów. Konstytucja szwajcarska z roku 1848 – w dużym stopniu pod wpływem ówczesnych starć pomiędzy kantonami katolickimi a protestanckimi (tzw. szwajcarska wojna domowa, niem. Sonderbundskrieg) – świadomie wprowadziła zasady, które umożliwiają pokojową koegzystencję pomiędzy różnymi wyznaniami. W 1980 roku odbyło się referendum w sprawie całkowitego rozdziału państwa od Kościołów. Zostało to odrzucone (80% przeciw).
We wsi Dornach koło Bazylei swoją siedzibę ma chrześcijańskie Towarzystwo Antropozoficzne, znajduje się tam antropozoficzne Goetheanum, w którym bardzo często wystawiany jest Faust Goethego. Budynek jest ogólnodostępny dla zwiedzających. Z kolei w Bernie powstała w latach pięćdziesiątych pierwsza świątynia Kościoła Jezusa Chrystusa Świętych w Dniach Ostatnich w Europie.
Szwajcarzy pod względem religijności nie odróżniają się od większości narodów Europy. Udział w praktykach religijnych, głównie z okazji wielkich uroczystości i najważniejszych świąt, ogranicza się do mniejszości. W zależności od kantonu i wyznania, systematyczny udział w nabożeństwach niedzielnych wynosi 6–9% wśród protestantów i 10–14% wśród katolików. Papiestwo, watykański centralizm i dogmatyczność Kościoła są poddawane krytyce nie tylko przez wiernych Kościoła rzymskokatolickiego, ale także przez hierarchię katolicką, która żąda większej niezależności Kościoła Szwajcarii od Watykanu. Większość istniejących w Szwajcarii parafii katolickich jest bardzo liberalna i egalitarna: w wielu kościołach, podobnie jak w kościołach reformowanych, nie ma obrazów i figur, najwyżej wiszące na ścianach krzyże; księża wbrew nauce Kościoła nierzadko łamią celibat i zakładają rodziny, jak również dokonują wielu zmian w tradycyjnej liturgii; nabożeństwa nieraz są prowadzone przez świeckich katechetów lub pastorów czy nawet pastorki z Kościoła reformowanego, gdy brakuje księży katolickich.

## Galeria

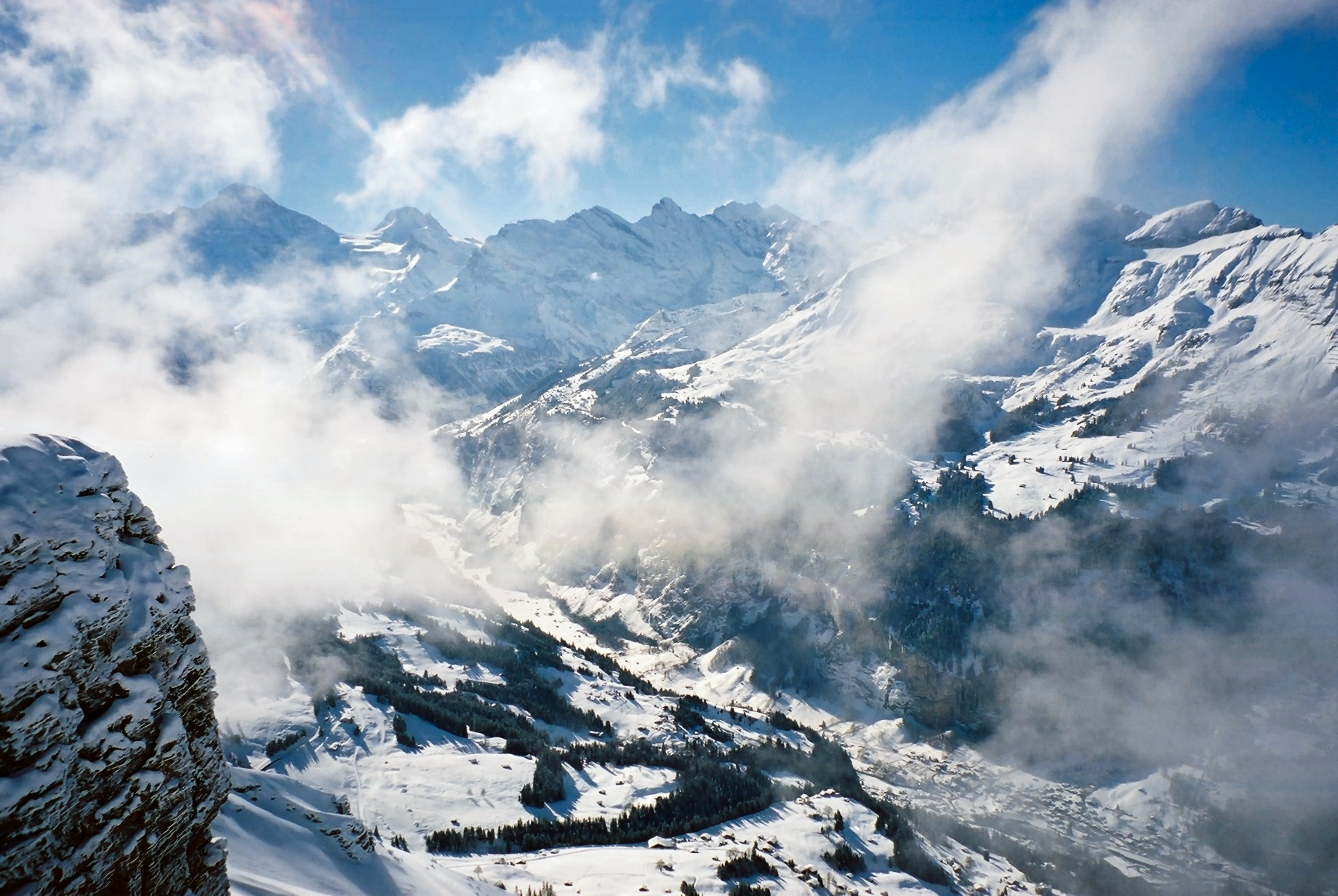
Alpy w Szwajcarii
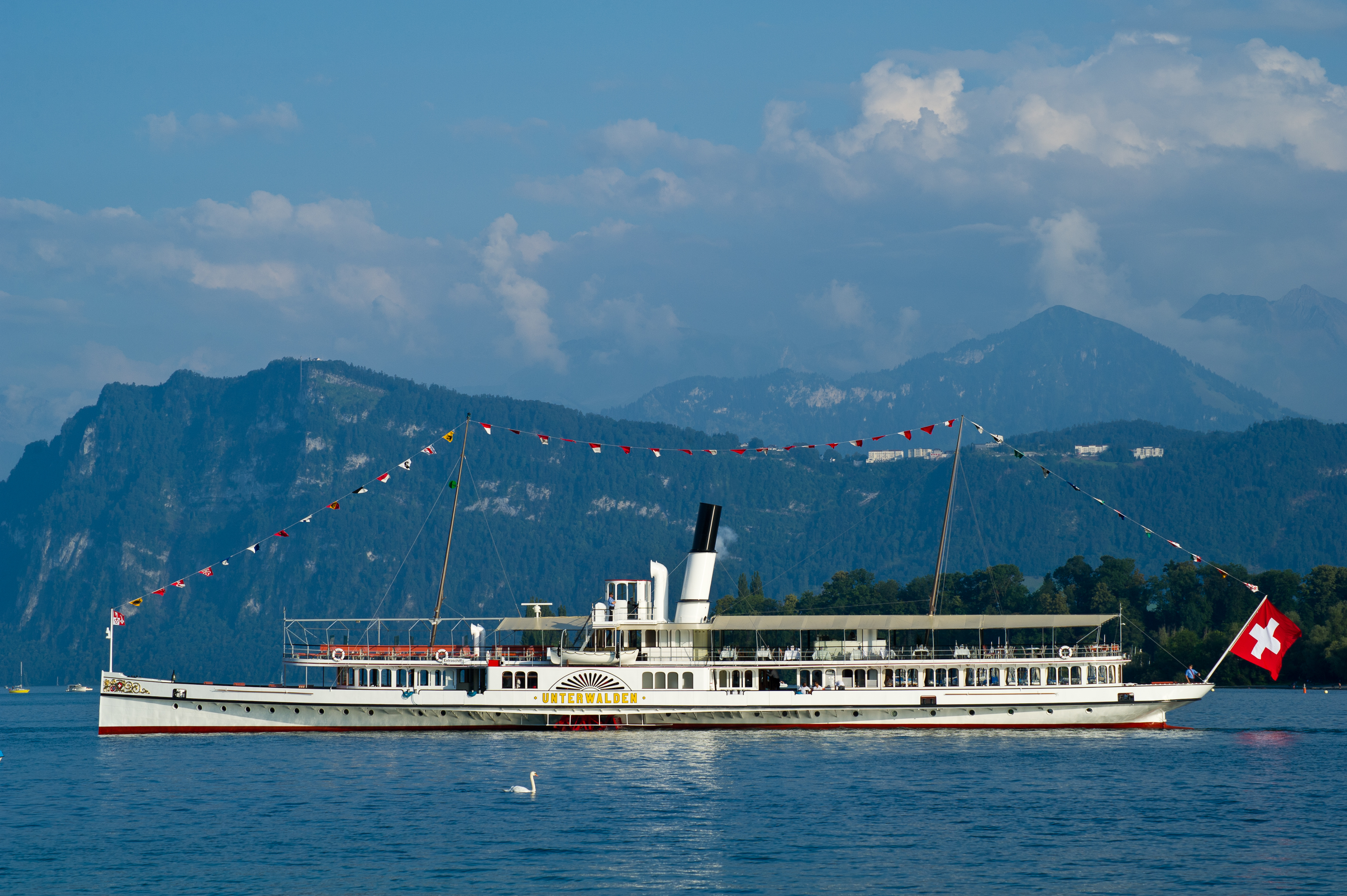
Jezioro Czterech Kantonów
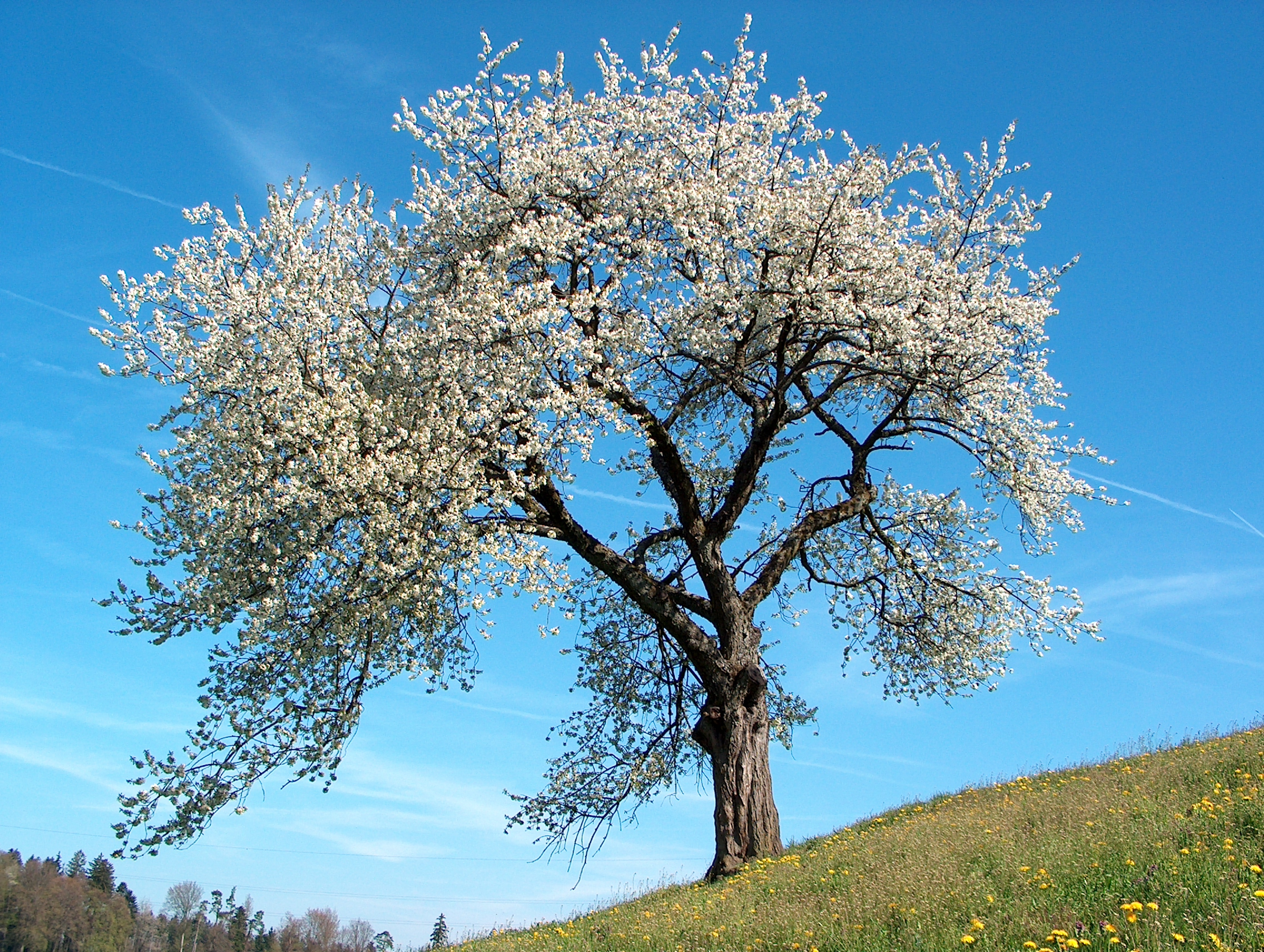
Wiosna w Szwajcarii
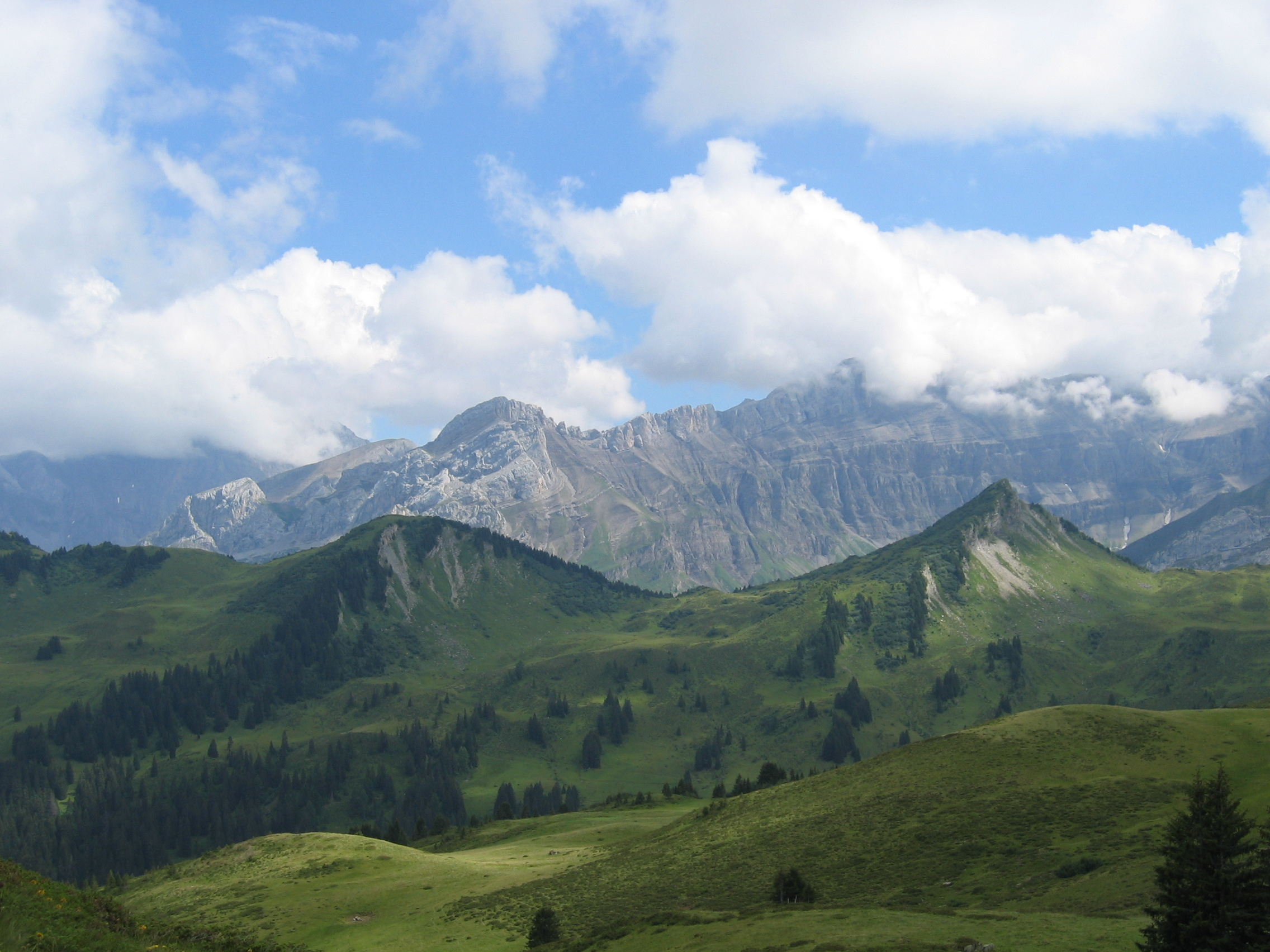
Góry na północy
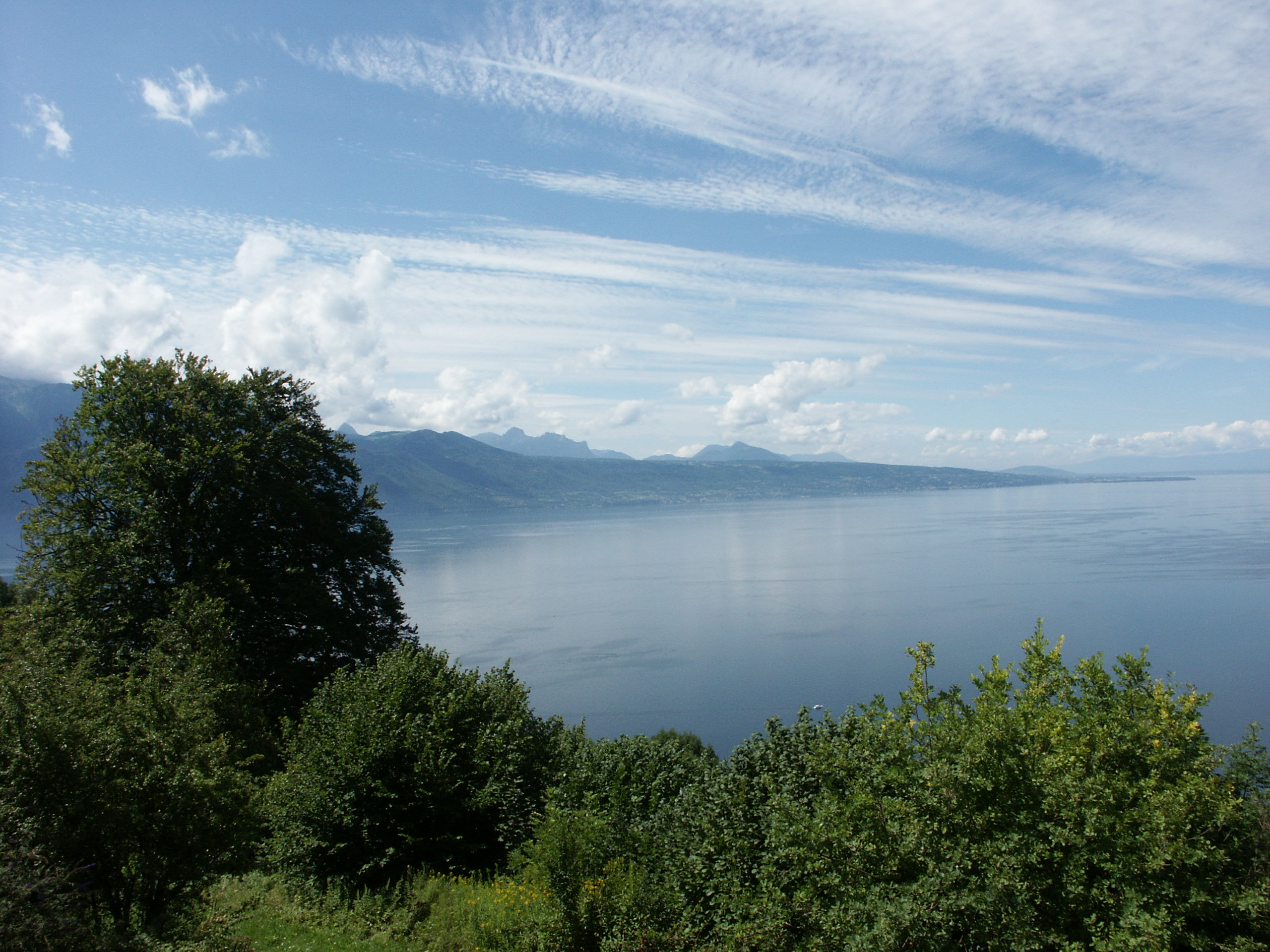
Jezioro Genewskie
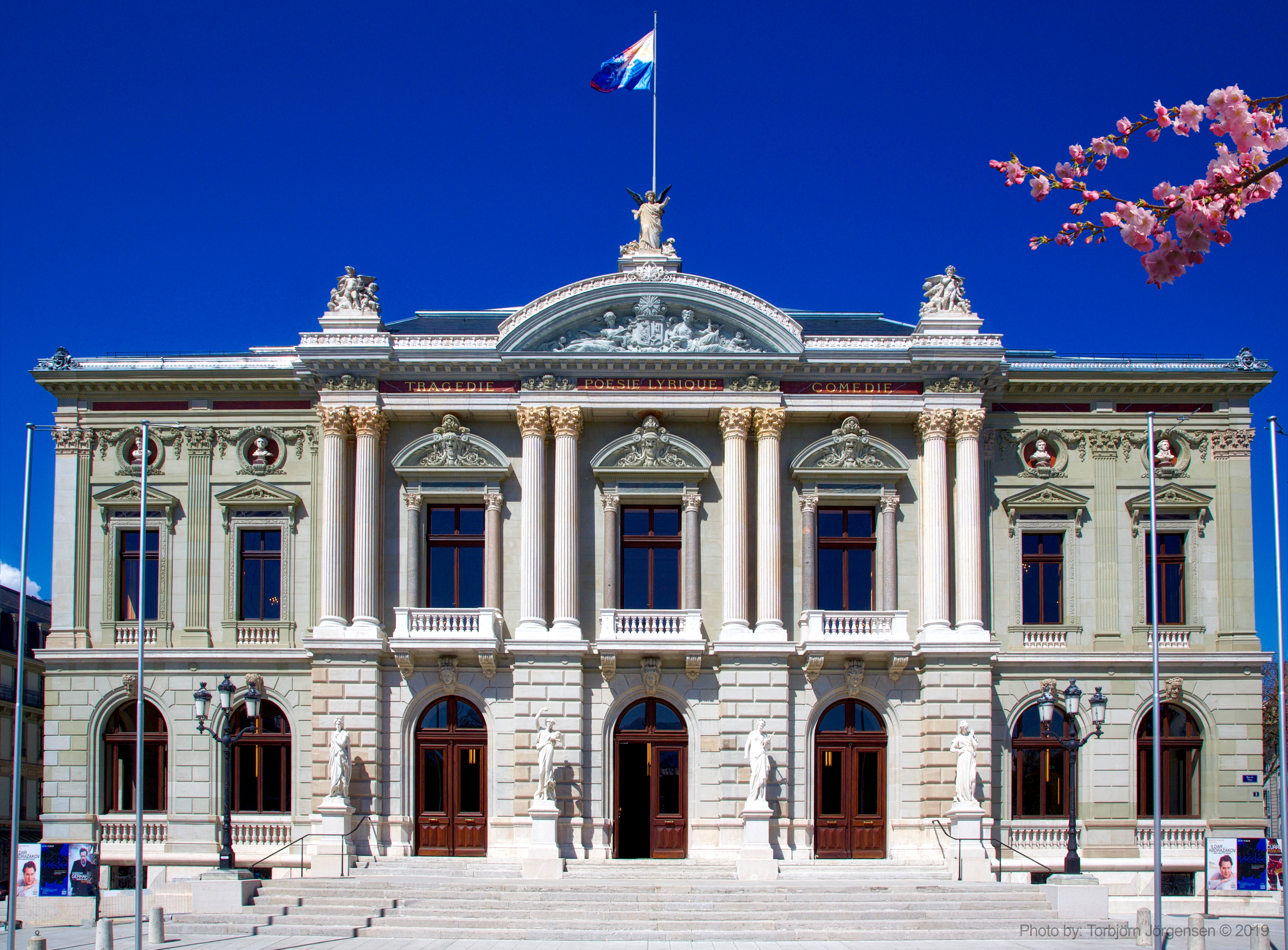
Genewa
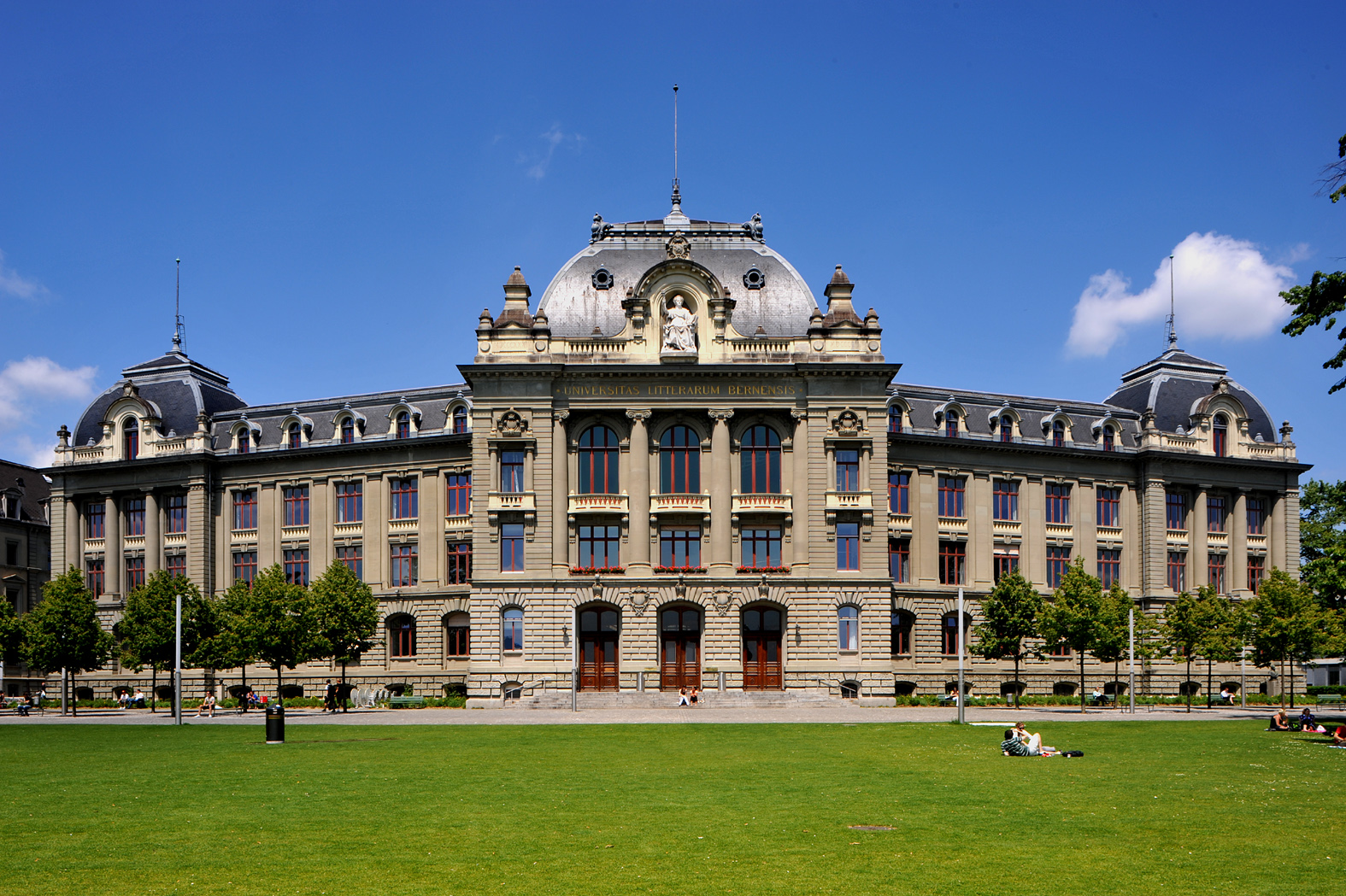
Berno
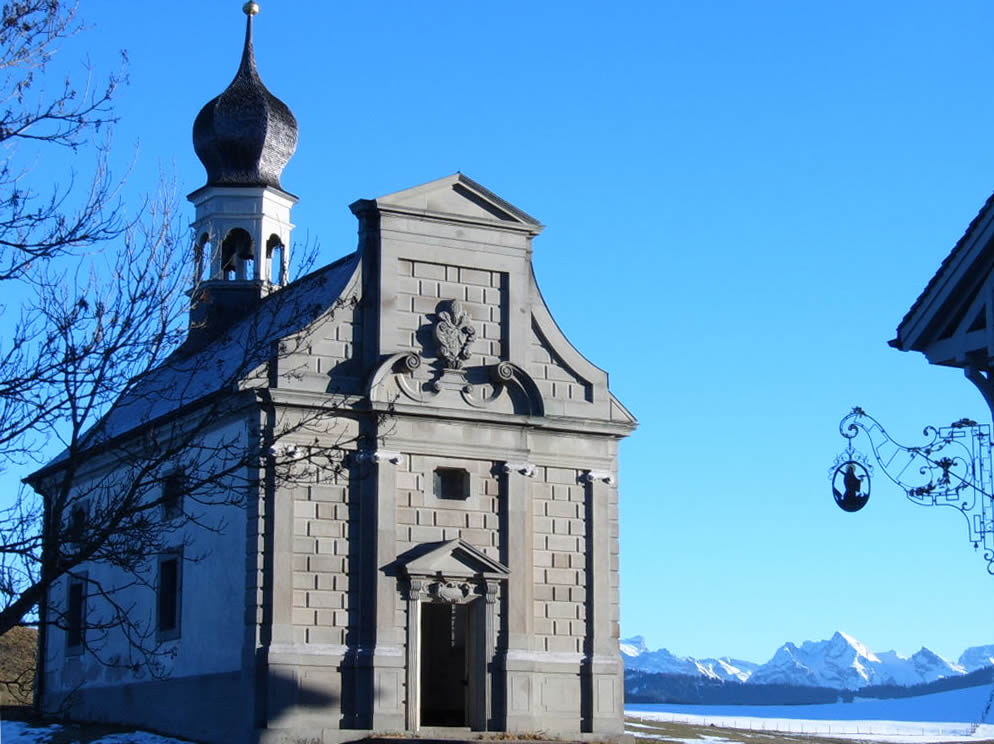
Kaplica św. Meinrada na przełęczy Etzel
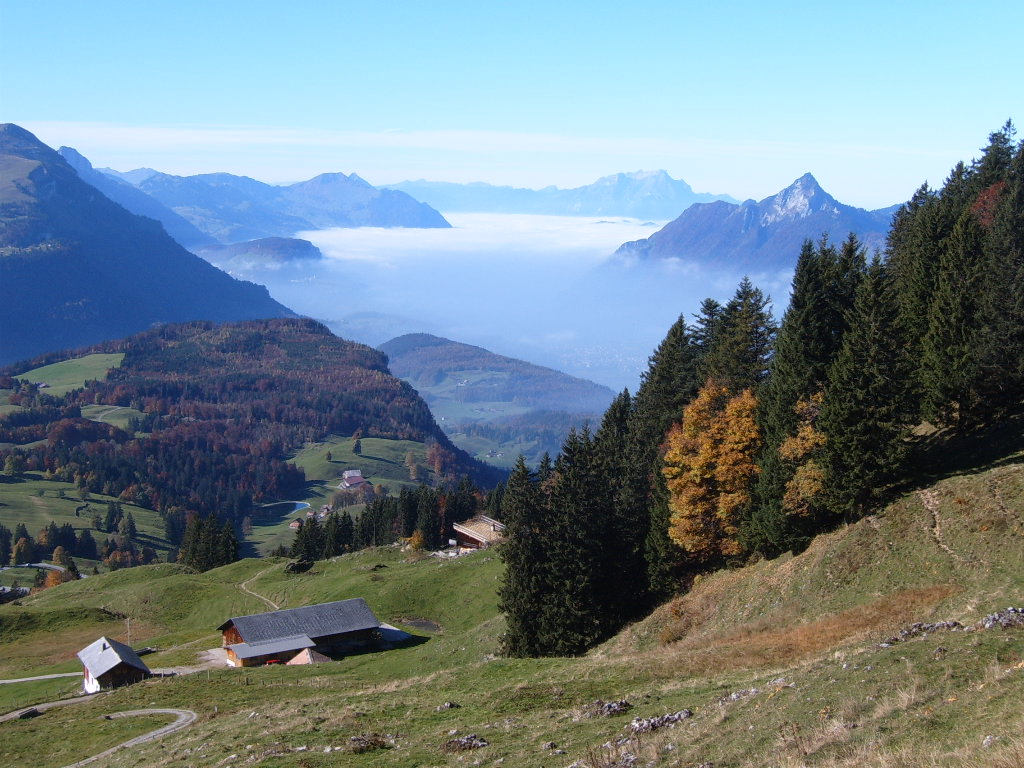
Kanton Schwyz
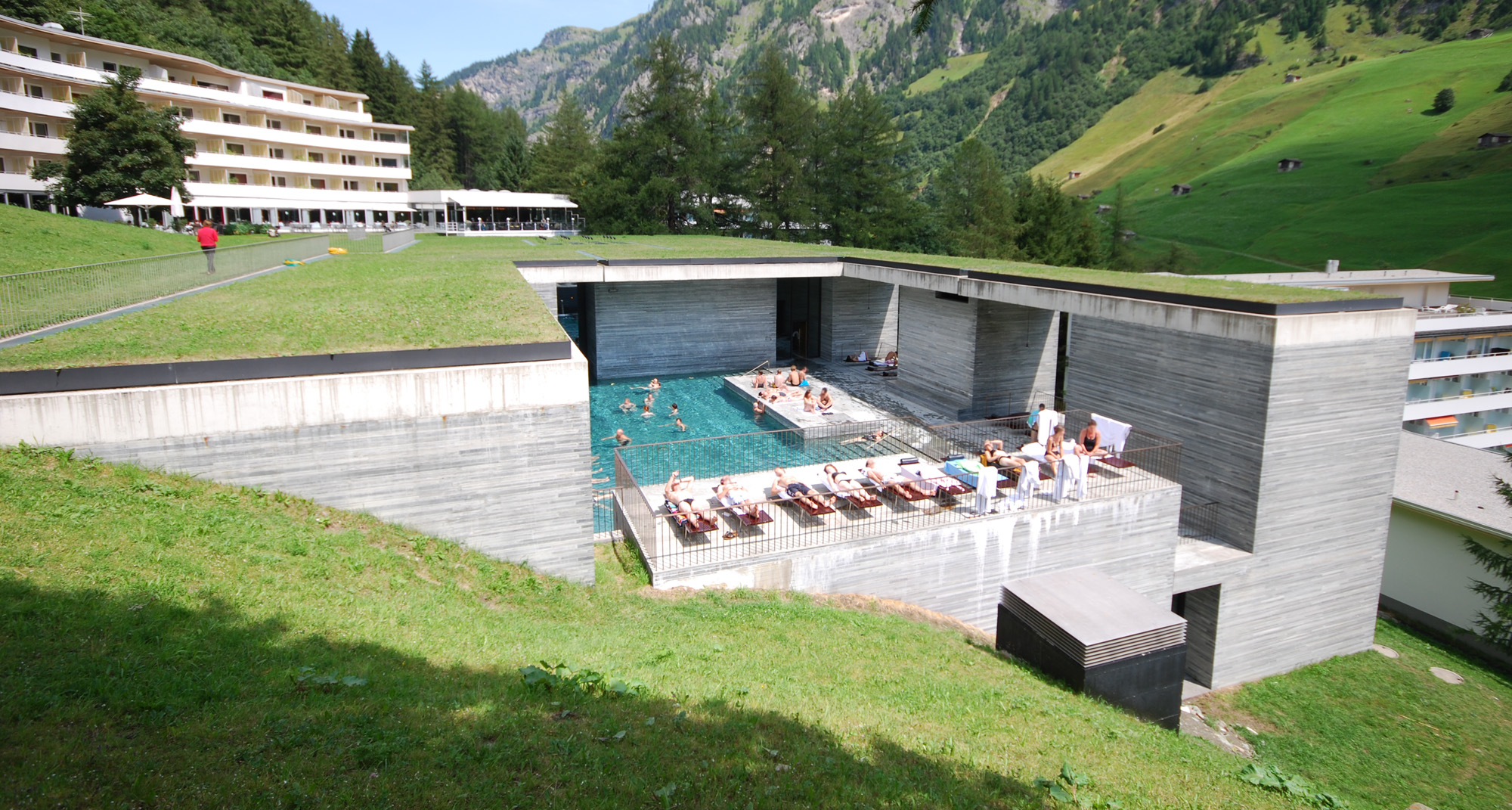
Termy w Vals, arch. Peter Zumthor, 1996